# Haworthia magnifica var. splendens
Haworthia magnifica var. splendens és una varietat de Haworthia magnifica del gènere Haworthia de la subfamília de les asfodelòidies.

## Descripció
Haworthia magnifica var. splendens és una suculenta perennifòlia de creixement lent que forma una roseta sense tija, generalment solitària, amb fulles de color verd fosc a violàcies amb tubercles brillants i elevats; i de 4 a 5 línies longitudinals de color gris platejat al llarg de la part superior. La roseta creix fins a 8 cm de diàmetre. Les fulles estan inflades, triangulars i de fins a 3,5 cm de llargada. La punta de les fulles és més o menys translúcida entre les nervadures. La roseta produeix una inflorescència esvelta de fins a 40 cm d'alçada amb 15 a 25 flors blanques amb vena mitjana de color marronós verd i gola verda. Només algunes flors s'obren alhora.

## Distribució i hàbitat
Aquesta varietat creix a la província sud-africana del Cap Occidental, concretament, a l'àrea d'Albertinia.
En el seu hàbitat, aquestes plantes creixen arran de terra i la seva elaborada coloració serveix de fet per camuflar-les sota la protecció dels escassos arbustos i al costat de les roques protectores. Les seves puntes i la part superior de les fulles transparentes actuen com a finestres que deixen entrar la llum al seu interior perquè puguin fer la fotosíntesi des de l'interior, sense haver d'exposar més de la seva massa a les amenaces potencials de la natura.

## Taxonomia
Haworthia magnifica var. splendens va ser descrita per J.D.Venter i S.A.Hammer i publicat a Cact. Succ. J. (Los Angeles) 70: 180, a l'any 1998.
Etimologia
Haworthia: nom en honor del botànic britànic Adrian Hardy Haworth (1767-1833).
magnifica: epítet llatí que significa "magnífic".
var. splendens: epítet llatí que significa "brillant, esplèndid, magnífic, bonic".
Sinonímia
- Haworthia splendens (J.D.Venter & S.A.Hammer) M.Hayashi, Haworthia Study 3: 13 (2000).
- Haworthia mirabilis var. splendens (J.D.Venter & S.A.Hammer) M.B.Bayer, Haworthia Update 7(4): 35 (2012).[7]